# Graphos Ilustrado
Graphos Ilustrado: revista mensual de fotografía fue una revista sobre fotografía editada en la ciudad española de Madrid entre 1906 y 1907.

## Historia
Fue fundada en 1906 y cesó su publicación en 1907. Radicada en Madrid, se trató de una revista sobre fotografía dirigida por Antonio García Escobar. Se encuentra digitalizada en la Hemeroteca Digital de la Biblioteca Nacional de España, donde se conservan números entre el primer ejemplar (enero de 1906) y diciembre de 1907. Tenía periodicidad mensual y consta de 24 números divididos en dos tomos, uno correspondiente a cada año de su publicación.
Su comité de redacción fue variando con el paso del tiempo, en su primer tomo sus colaboradores fueron: G. Barán, M. Eustrech, C. Fabre, C. Klary,Auguste y Louis Lumière & Sevewetz, Juan A. Mompó, Luis de Ocharán, H. Osmond, Rafael Solera, J. Widmayer. En el número cinco se incorporaron: Dálton Kaulak (Antonio Cánovas del Castillo), J.M. García Flores, Carlos Íñigo y Gotostiza. En el número siete se incorpora  Pau Audouard. En el número ocho Vicente Gómez Novella. En el número nueve Benito Rodríguez. En el número diez José Ortiz Echagüe y otros representantes del denominado pictorialismo.